# معتدل (موسيقى)

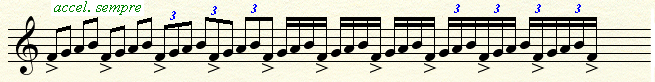
Moderato

معتدل أو متوسط السرعة هو مصطلح موسيقي يقابله المصطلح "موديراتو"؛ moderato الإيطالي، يُكتب فوق المدرج الموسيقي لتحديد السرعة المطلوبة لعزف أو قراءة قطعة موسيقية، وتعتبر السرعة الوسطى التي تنتصف الحركات البطيئة و السريعة.